# Etnomicologia
Etnomicologia é o estudo dos usos históricos e impacto social dos fungos, e pode ser considerado um subcampo da etnobotânica ou da etnobiologia. Apesar de, em teoria, o termo abranger fungos usados como mecha, medicamentos (cogumelos medicinais) e alimento (incluindo leveduras), é frequentemente usado no contexto do estudo de cogumelos psicoativos como os cogumelos portadores de psilocibina, as cravagens e Amanita muscaria.